# Hitchcock County
Hitchcock County ist ein County im US-Bundesstaat Nebraska. Der Verwaltungssitz (County Seat) ist Trenton, benannt nach der Stadt Trenton in New Jersey.

## Geographie
Das County liegt im Südwesten von Nebraska, grenzt an den Bundesstaat Kansas und hat eine Fläche von 1861 Quadratkilometern, wovon 22 Quadratkilometer Wasserfläche sind. Es grenzt im Uhrzeigersinn an folgende Countys: Red Willow County, Dundy County, Hayes County und
Frontier County

## Geschichte
Hitchcock County wurde 1873 gebildet. Benannt wurde es nach dem US-Senator Phineas Warren Hitchcock.
Vier Bauwerke und Stätten des Countys sind im National Register of Historic Places eingetragen (Stand 11. Februar 2018).

## Demografische Daten

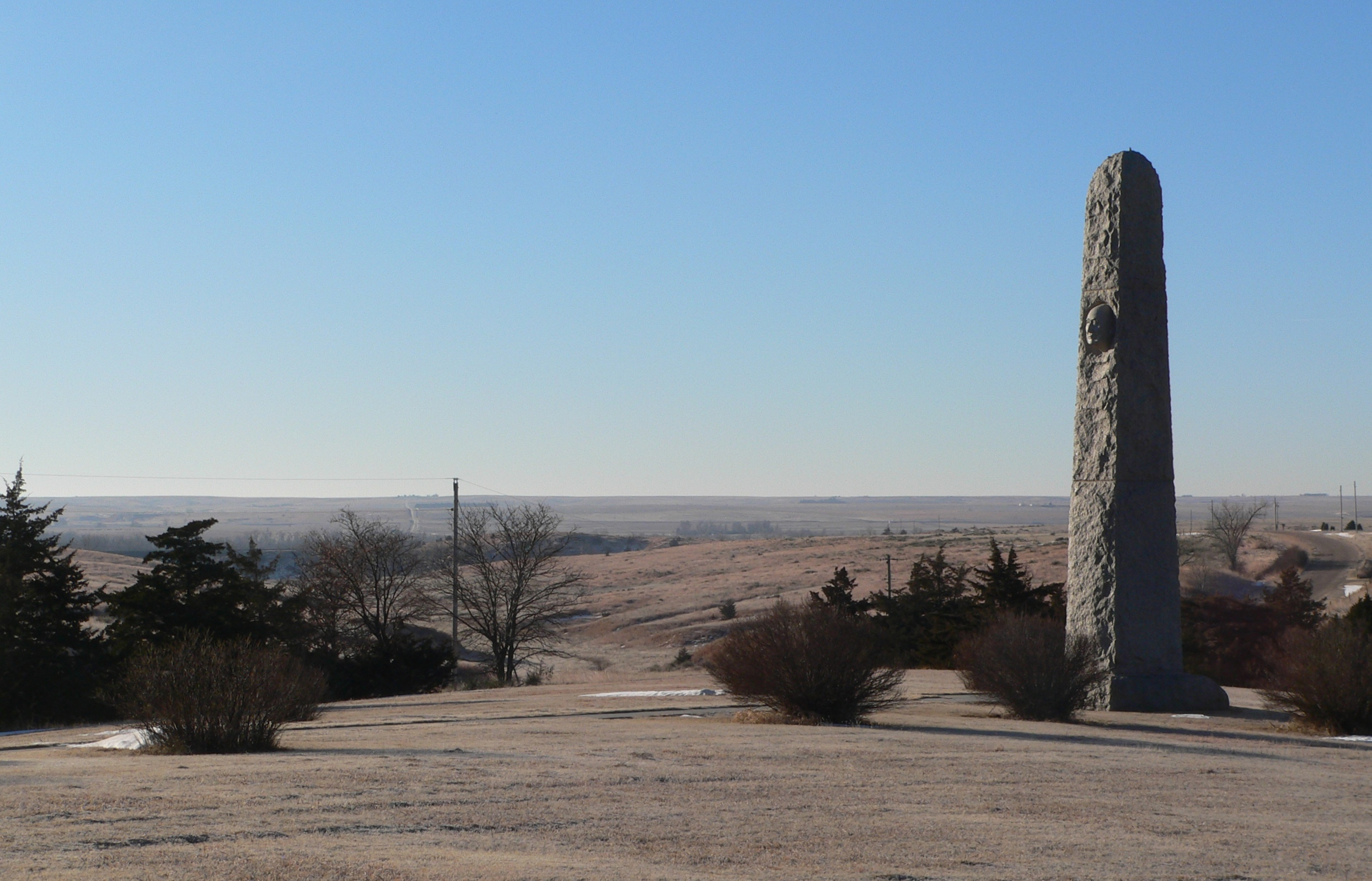
Massacre Canyon Battlefield, gelistet im NRHP

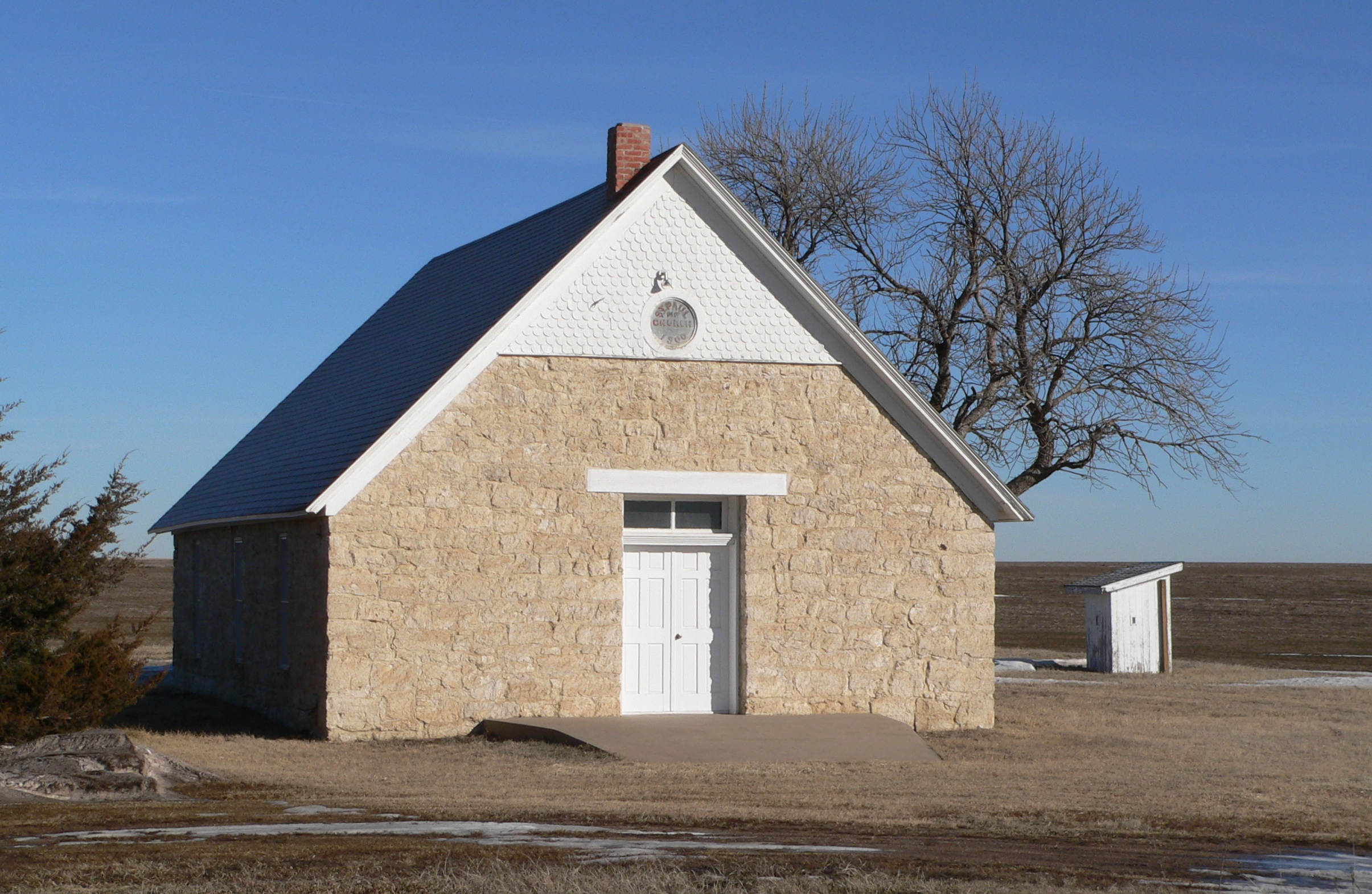
St. Paul’s Methodist Protestant Church, gelistet im NRHP

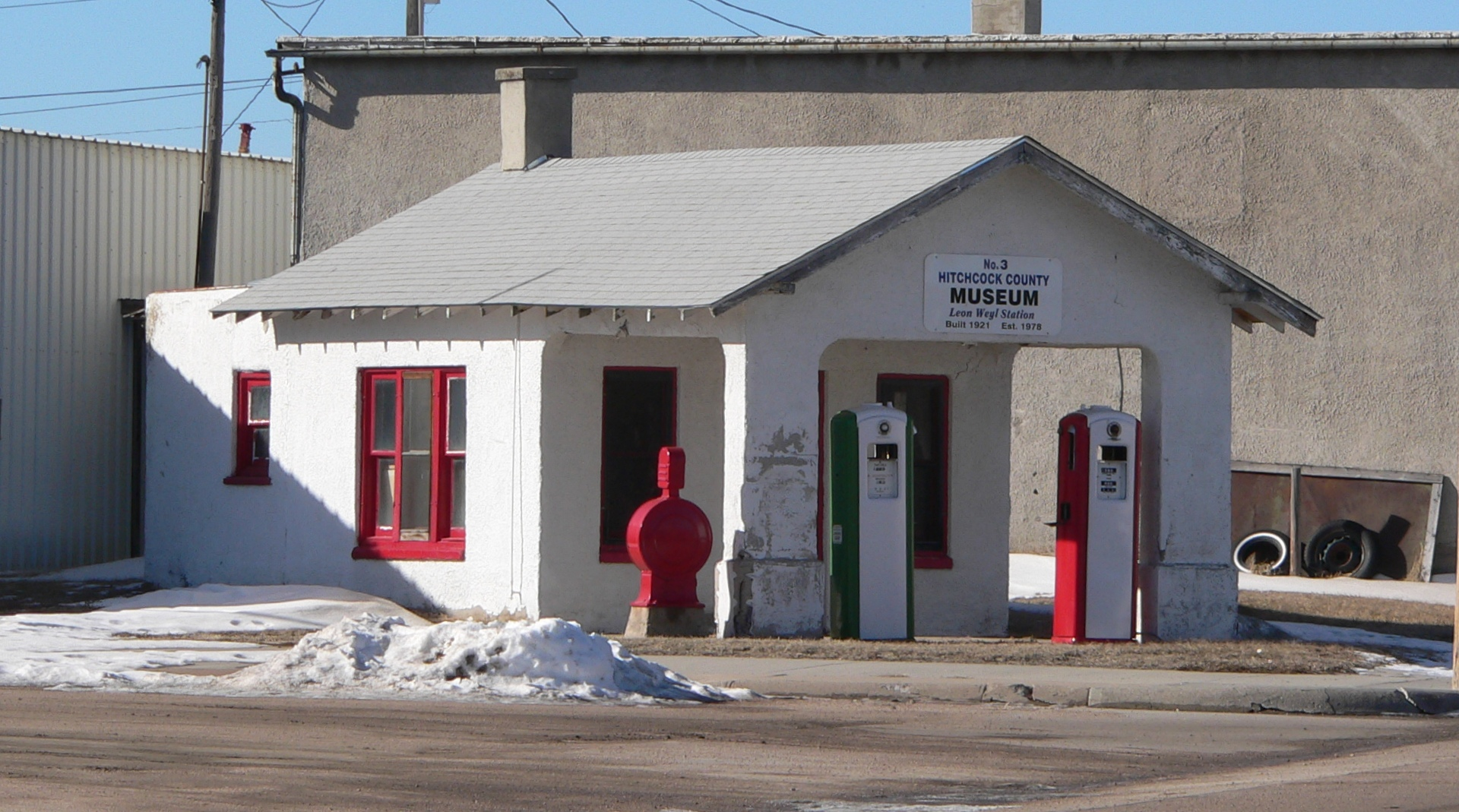
Weyl Service Station, gelistet im NRHP

Nach der Volkszählung im Jahr 2000 lebten im Hitchcock County 3111 Menschen in 1287 Haushalten und 899 Familien. Die Bevölkerungsdichte betrug 2 Einwohner pro Quadratkilometer. Ethnisch betrachtet setzte sich die Bevölkerung zusammen aus 98,36 Prozent Weißen, 0,10 Prozent Afroamerikanern, 0,29 Prozent amerikanischen Ureinwohnern, 0,13 Prozent Asiaten und 0,29 Prozent aus anderen ethnischen Gruppen; 0,84 Prozent stammten von zwei oder mehr Ethnien ab. 1,41 Prozent der Bevölkerung waren spanischer oder lateinamerikanischer Abstammung.
Von den 1287 Haushalten hatten 28,0 Prozent Kinder und Jugendliche unter 18 Jahre, die bei ihnen lebten. 61,1 Prozent waren verheiratete, zusammenlebende Paare, 6,4 Prozent waren allein erziehende Mütter, 30,1 Prozent waren keine Familien, 27,4 Prozent waren Singlehaushalte und in 15,5 Prozent lebten Menschen im Alter von 65 Jahren oder darüber. Die Durchschnittshaushaltsgröße betrug 2,37 und die durchschnittliche Familiengröße lag bei 2,89 Personen.
Auf das gesamte County bezogen setzte sich die Bevölkerung zusammen aus 23,80 % Einwohnern unter 18 Jahren, 5,90 % zwischen 18 und 24 Jahren, 22,60 % zwischen 25 und 44 Jahren, 25,40 % zwischen 45 und 64 Jahren und 22,30 % waren 65 Jahre alt oder darüber. Das Durchschnittsalter betrug 44 Jahre. Auf 100 weibliche Personen kamen 95,0 männliche Personen. Auf 100 Frauen im Alter von 18 Jahren oder darüber kamen statistisch 92,6 Männer.

Das jährliche Durchschnittseinkommen eines Haushalts betrug 28.287 USD, das Durchschnittseinkommen der Familien betrug 34.490 USD. Männer hatten ein Durchschnittseinkommen von 25.833 USD, Frauen 18.879 USD. Das Prokopfeinkommen betrug 14.804 USD. 10,9 Prozent der Familien und 14,9 Prozent der Bevölkerung lebten unterhalb der Armutsgrenze. Davon waren 22,9 Prozent Kinder oder Jugendliche unter 18 Jahre und 8,4 Prozent waren Menschen über 65 Jahre.

## Orte im County
| - Beverly - Culbertson | - Palisade - Stratton | - Trenton |